# Quint Ancari (senador)
Quint Ancari (en llatí: Quintus Ancharius) va ser un senador romà, que havia estat pretor, i que va morir assassinat per Gai Mari quan aquest va tornar de l'Àfrica l'any 87 aC.